# غونتر غراس
غونتر غراس (بالألمانية: Günter Grass) أديب ألماني (16 أكتوبر 1927 - 13 أبريل 2015) ولد في في مدينة دانتسيغ (ضمت إلى بولندا بعد الحرب العالمية الثانية).
شارك غونتر غراس سنة 1944 في الحرب العالمية الثانية كمساعد في سلاح الطيران الألماني. وبعد انتهاء الحرب وقع سنة 1946 في أسر القوات الأمريكية إلى أن أطلق سراحه في نفس السنة.
يعد غونتر غراس أحد أهم الأدباء الألمان في فترة ما بعد الحرب العالمية الثانية، حاز على جائزة نوبل للآداب سنة 1999.
عاش آخر أيامه بالقرب من مدينة لوبيك في شمال ألمانيا.

## دراسته الأكاديمية
درس غونتر غراس فن النحت في مدينة دوسلدورف الألمانية لمدة سنتين (1947ـ 1948) ثم أتم دراسته الجامعية في مجمع الفنون في دوسلدورف وجامعة برلين (1946ـ 1956) حيث أكمل دراسته العليا في جامعة برلين للفنون لغاية سنة 1956.

## مسيرته الأدبية والكتابية
نالت روايته طبل الصفيح Die Blechtrommel شهرة عالمية كبيرة وترجم هذا العمل الأدبي إلى لغات عالمية كثيرة من بينها العربية أيضا. وهذه الرواية هي جزء من ثلاثيته المعروفة بـ "ثلاثية داينتسيغ"Danziger Trilogie وتضم أيضا الروايتين "القط والفأر" Katz und [[Maus (19) و"سنوات الكلاب"Hundejahre (1963)
ومن رواياته المشهورة هناك أيضا «مئويتي» Mein Jahrhundert (1999) و«مشية السرطان»Im Krebsgang (2002).

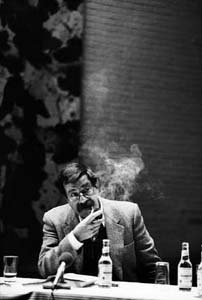
غراس عام 1986

حصل غراس في سنة 1999 على جائزة نوبل للآداب عن دوره في إثراء الأدب العالمي وخصوصا في ثلاثيته الشهيرة «ثلاثية داينتسيغ» بالإضافة إلى جوائز محلية كثيرة منها جائزة كارل فون اوسيتسكي Carl von Ossietzky سنة 1967 وجائزة الأدب من قبل مجمع بافاريا للعلوم والفنون سنة 1994. وفي سنة 2005 حصل على شهادة الدكتوراه الفخرية من جامعة برلين.

### ما ينبغي أن يقال
تعرض في أبريل 2012 إلى موجة انتقادات بعد نشره لقصيدة نثرية بعنوان «ما ينبغي أن يقال» بالألمانية Was gesagt werden muß قال فيها أن إسرائيل من خلال تحضيراتها لضرب المنشآت النووية في إيران تمثل تهديداً للسلام العالمي، ولدرء هذا التحديد يجب التكلم الآن، وأنه سئم من نفاق الغرب فيما يتعلق بإسرائيل، وأهوال النازية ليست ذريعة للصمت. وانتقد بلده ألمانيا على بيع غواصات يمكن تجهيزها بأسلحة نووية إلى إسرائيل، وشنت وسائل الإعلام الألمانية، مثل دي فيلت ودير شبيغل، حملة عليه تتهمه بمعاداة السامية مذكِّرةً بأنه خدم في شبابه في قوات إس إس. وقد طرح غراس في قصيدته أن إيران وإسرائيل كليهما يجب أن تخضعا لرقابة دولية على أسلحتهما النووية.
فيما يلي لائحة لأهم كتاباته الأدبية:

### الكتابات السردية
- ثلاثية داينتسيغ Danziger Trilogie

1. طبل الصفيح - Die Blechtrommel) 1959)
2. القط والفأر (رواية) Katz und Maus (1961
3. سنوات الكلاب (رواية) Hundejahre (1963

- تخدير جزئي (رواية) Örtlich betäubt (1969
- اللقاء في تيلكتي (رواية) Das Treffen in Telgte 1979
- الفأرة (رواية) Die Rättin (1986)
- مئويتي (رواية) Mein Jahrhundert 1999
- مشية السرطان (رواية) Im Krebsgang 2002
- الرقصات الأخيرة (رواية) Letzte Tänze 2003

### مسرحيات
- الطباخون الأشرار Die bösen Köche 1956
- الفيضان Hochwasser 1957

### كتابات شعرية
- (Die Vorzüge der Windhühner (1956
- (Gleisdreieck (1960
- (Ausgefragt (1967
- (Gesammelte Gedichte (1971
- (Lyrische Beute (2004

## وفاته
توفي في 13 ابريل 2015 في ألمانيا  توفي في إحدى العيادات في مدينة لويبيك الألمانية عن عمر يناهز 88 عاماً.

## وصلات خارجية
- غونتر غراس على موقع IMDb (الإنجليزية)
- غونتر غراس على موقع الموسوعة البريطانية (الإنجليزية)
- غونتر غراس على موقع مونزينجر (الألمانية)
- غونتر غراس على موقع ميوزك برينز (الإنجليزية)
- غونتر غراس على موقع إن إن دي بي (الإنجليزية)
- غونتر غراس على موقع ديسكوغز (الإنجليزية)
- غونتر غراس على موقع قاعدة بيانات الفيلم (الإنجليزية)
- غونتر غراس: الأديب السياسي وضمير الشعب النابض، دويتشه فيله - القسم العربي
- حوار مع غونتر غراس